# 驼山乡
驼山乡，是中华人民共和国辽宁省大連市瓦房店市下辖的一个乡镇级行政单位。

## 行政区划
驼山乡下辖以下地区：
龙河村、泡子村、泉水村、丁屯村、平山村、金屯村、大魏村、曹屯村、付庙村和东虎村。